# 前橋大島站

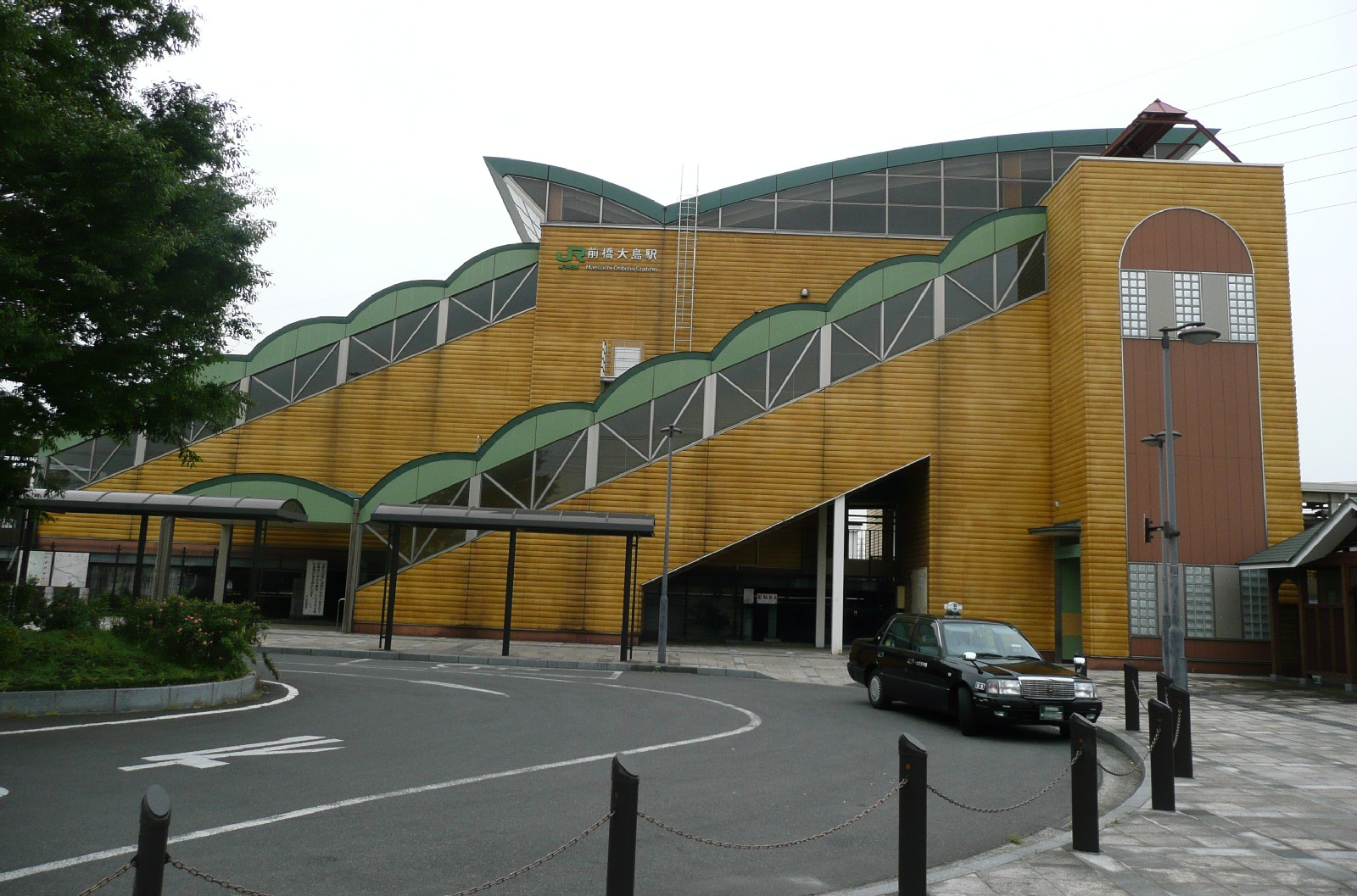
北口（2009年5月）

前橋大島站（日语：／ Maebashi-Ōshima eki */?）是一個位於日本群馬縣前橋市天川大島町，屬於東日本旅客鐵道（JR東日本）兩毛線的鐵路車站。

## 歷史
- 1999年（平成11年）3月12日：開業。

## 車站構造
對向式月台2面2線的地面車站，設有跨站式站房。出口設有兩個，分別是北口與南口，兩個出口與月台各設有升降機。

### 月台配置
| 月台 | 路線    | 方向 | 目的地                 |
| ---- | ------- | ---- | ---------------------- |
| 1    | ■兩毛線 | 下行 | 伊勢崎、桐生、小山方向 |
| 2    | ■兩毛線 | 上行 | 高崎、大宮、上野方向   |

（來源：JR東日本:車站構內圖 （页面存档备份，存于））

## 使用情況
根據JR東日本，2019年（令和元年）度1日平均上車人次為1,627人。兩毛線內（小山站－新前橋站間）的12個有人站當中排行第10位。群馬縣內的8個兩毛線車站當中排行第6位。
近年的推移如下表。
| 上車人次推移       | 上車人次推移     | 上車人次推移    |
| 年度               | 1日平均 上車人次 | 來源            |
| ------------------ | ---------------- | --------------- |
| 2000年（平成12年） | 858              | [ 利用客数 2 ]  |
| 2001年（平成13年） | 1,102            | [ 利用客数 3 ]  |
| 2002年（平成14年） | 1,207            | [ 利用客数 4 ]  |
| 2003年（平成15年） | 1,289            | [ 利用客数 5 ]  |
| 2004年（平成16年） | 1,393            | [ 利用客数 6 ]  |
| 2005年（平成17年） | 1,502            | [ 利用客数 7 ]  |
| 2006年（平成18年） | 1,534            | [ 利用客数 8 ]  |
| 2007年（平成19年） | 1,556            | [ 利用客数 9 ]  |
| 2008年（平成20年） | 1,669            | [ 利用客数 10 ] |
| 2009年（平成21年） | 1,593            | [ 利用客数 11 ] |
| 2010年（平成22年） | 1,513            | [ 利用客数 12 ] |
| 2011年（平成23年） | 1,484            | [ 利用客数 13 ] |
| 2012年（平成24年） | 1,638            | [ 利用客数 14 ] |
| 2013年（平成25年） | 1,718            | [ 利用客数 15 ] |
| 2014年（平成26年） | 1,604            | [ 利用客数 16 ] |
| 2015年（平成27年） | 1,632            | [ 利用客数 17 ] |
| 2016年（平成28年） | 1,685            | [ 利用客数 18 ] |
| 2017年（平成29年） | 1,651            | [ 利用客数 19 ] |
| 2018年（平成30年） | 1,661            | [ 利用客数 20 ] |
| 2019年（令和元年） | 1,627            | [ 利用客数 21 ] |

## 相鄰車站
東日本旅客鐵道（JR東日本）
■兩毛線
前橋－前橋大島－駒形

### 使用情況
1. ↑  . 東日本旅客鉄道.   [2019-07-05]. （原始内容存档于2019-07-05）.
2. ↑  . 東日本旅客鉄道.   [2019-03-22]. （原始内容存档于2019-03-27）.
3. ↑  . 東日本旅客鉄道.   [2019-03-22]. （原始内容存档于2019-03-27）.
4. ↑  . 東日本旅客鉄道.   [2019-03-22]. （原始内容存档于2019-03-27）.
5. ↑  . 東日本旅客鉄道.   [2019-03-22]. （原始内容存档于2019-03-27）.
6. ↑  . 東日本旅客鉄道.   [2019-03-22]. （原始内容存档于2019-03-27）.
7. ↑  . 東日本旅客鉄道.   [2019-03-22]. （原始内容存档于2019-03-27）.
8. ↑  . 東日本旅客鉄道.   [2019-03-22]. （原始内容存档于2019-03-27）.
9. ↑  . 東日本旅客鉄道.   [2019-03-22]. （原始内容存档于2019-04-02）.
10. ↑  . 東日本旅客鉄道.   [2019-03-22]. （原始内容存档于2019-03-27）.
11. ↑  . 東日本旅客鉄道.   [2019-03-22]. （原始内容存档于2019-03-27）.
12. ↑  . 東日本旅客鉄道.   [2019-03-22]. （原始内容存档于2019-03-27）.
13. ↑  . 東日本旅客鉄道.   [2019-03-22]. （原始内容存档于2019-03-27）.
14. ↑  . 東日本旅客鉄道.   [2019-03-22]. （原始内容存档于2018-10-26）.
15. ↑  . 東日本旅客鉄道.   [2019-03-22]. （原始内容存档于2016-04-04）.
16. ↑  . 東日本旅客鉄道.   [2019-03-22]. （原始内容存档于2019-03-27）.
17. ↑  . 東日本旅客鉄道.   [2019-03-22]. （原始内容存档于2019-03-23）.
18. ↑  . 東日本旅客鉄道.   [2019-03-22]. （原始内容存档于2017-07-29）.
19. ↑  . 東日本旅客鉄道.   [2019-03-22]. （原始内容存档于2018-07-06）.
20. ↑  . 東日本旅客鉄道.   [2019-07-05]. （原始内容存档于2019-07-05）.
21. ↑  . 東日本旅客鉄道.   [2020-07-12]. （原始内容存档于2020-07-11）.

## 外部連結
- 車站資訊（前橋大島）：東日本旅客鐵道